# Classe Devonshire
La classe Devonshire è stata una classe di incrociatori corazzati della Royal Navy britannica, composta da sei navi entrate in servizio nel 1905.
Tutti i membri della classe parteciparono alla prima guerra mondiale, servendo principalmente come unità di protezione al traffico commerciale nel Mare del Nord. Una unità, lo Hampshire, era dislocato in Asia al momento dello scoppio della guerra e partecipò alle infruttuose operazioni di ricerca dell'incrociatore tedesco SMS Emden, per poi rientrare in patria e prendere parte alla battaglia dello Jutland; un'altra unità, il Carnarvon, prese parte alla battaglia delle Falkland nei primi giorni di guerra.
Due membri della classe andarono perduti durante il conflitto: l'Argyll fece naufragio lungo la costa orientale della Scozia il 28 ottobre 1915, mentre lo Hampshire affondò il 5 giugno 1915 per l'urto con una mina al largo di Mainland nelle Isole Orcadi, un disastro in cui perì anche il segretario di Stato per la guerra Horatio Herbert Kitchener, I conte Kitchener; le altre quattro unità furono radiate e avviate alla demolizione tra il 1921 e il 1922.

## Caratteristiche

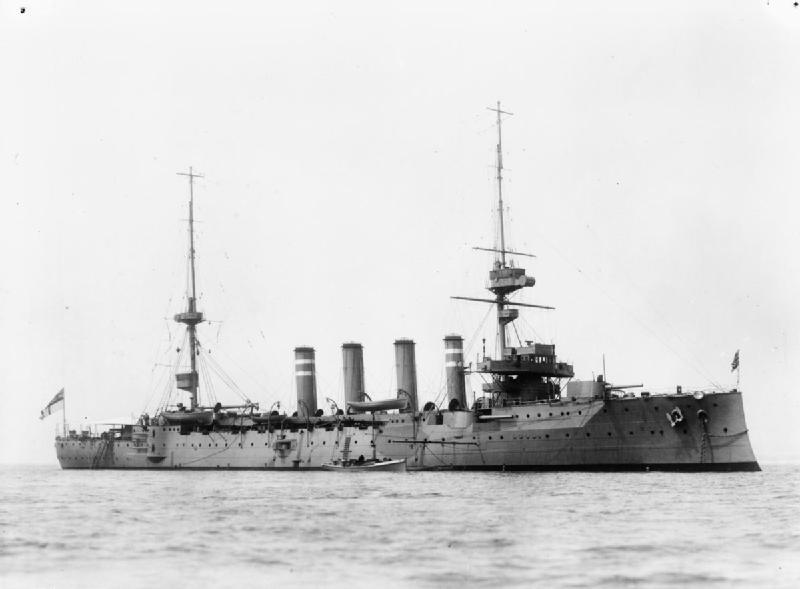
Lo Hampshire in una foto d'anteguerra

I Devonshire erano fondamentalmente una versione migliorata dei precedenti incrociatori corazzati classe Monmouth, ed erano intesi principalmente come unità per la protezione del traffico mercantile; la principale innovazione rispetto ai Monmouth fu nell'armamento, con la sostituzione delle torrette binate di pezzi calibro 152 mm con quattro torri singole di pezzi da 190 mm disposti in una configurazione a diamante.
Lo scafo dei Devonshire era lungo fuori tutto 144,3 metri, largo 20,9 metri e con un pescaggio massimo di 7,3 metri; il dislocamento standard era di 11.020 tonnellate. Il sistema di propulsione si basava su due motori a vapore a tripla espansione da quattro cilindri, ciascuno azionante un albero motore, alimentati da 17 caldaie a tubi d'acqua Yarrow e sei caldaie cilindriche Scotch marine; la potenza totale era di 21.000 ihp (16.000 kW) e la velocità massima si aggirava sui 22 nodi (41 km/h). I depositi delle unità potevano ospitare fino a 1.050 tonnellate di carbone per alimentare le macchine, mentre l'equipaggio ammontava a 610 tra ufficiali, sottufficiali e marinai.

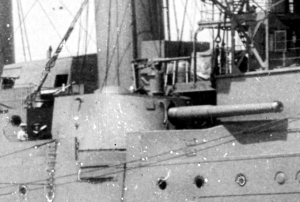
Particolare dello scafo dell'Antrim con in primo piano la torre di uno dei cannoni da 190 mm

Come detto, l'armamento principale si basava su quattro cannoni da 190 mm BL Mk I, installati in altrettante torrette singole: una a prua, una a poppa e una lungo ciascuna fiancata ai lati del torrione di comando; i cannoni potevano sparare un proiettile da 91 chilogrammi a una distanza di 12.600 metri. L'armamento secondario si basava su sei cannoni da 152 mm BL Mk VII installati in casematte lungo il bordo dello scafo, una collocazione che spesso li rendeva inutilizzabili in caso di mare molto mosso; i pezzi potevano sparare un proiettile da 45 chilogrammi a 11.200 metri di distanza. Le navi imbarcavano anche 18 cannoni a tiro rapido Hotchkiss 47 mm distribuiti sul ponte, e due cannoni da 76 mm smontabili e impiegabili a terra nel corso di operazioni da sbarco; completavano l'armamento due tubi lanciasiluri da 450 mm installati sui lati dello scafo sotto la linea di galleggiamento.
Più avanti nel corso del loro servizio, i cannoni da 152 mm dei Devonshire furono spostati dalla loro pessima collocazione in casamatta e posti sul ponte superiore, protetti da una scudatura; le casematte stesse furono saldate per migliorare la tenuta stagna dello scafo, mentre i "cannoni da sbarco" da 76 mm furono eliminati dalla dotazione.
La protezione dei Devonshire era costituita da una cintura corazzata lungo i fianchi delle unità spessa tra i 50 e i 152 mm, chiusa da paratie trasversali spesse 127 mm. Le torrette avevano una corazzatura spessa 130 mm e una barbetta spessa 152 mm, mentre il ponte corazzato era spesso tra i 19 e i 50 mm; la torre di comando, infine, era protetta da una corazzatura spessa 305 mm.

## Unità
| Nome       | Costruttore                                 | Impostazione      | Varo              | Entrata in servizio | Destino finale                                                                                      |
| ---------- | ------------------------------------------- | ----------------- | ----------------- | ------------------- | --------------------------------------------------------------------------------------------------- |
| Devonshire | Chatham Dockyard                            | 25 marzo 1902     | 30 aprile 1904    | 24 agosto 1905      | venduto per la demolizione il 9 maggio 1921.                                                        |
| Antrim     | John Brown & Company                        | 27 agosto 1902    | 8 ottobre 1903    | 23 giugno 1905      | venduto per la demolizione il 19 dicembre 1922.                                                     |
| Argyll     | Scotts Shipbuilding and Engineering Company | 1º settembre 1902 | 3 marzo 1904      | dicembre 1905       | affondato il 28 ottobre 1915 dopo aver fatto naufragio al largo della costa orientale della Scozia. |
| Carnarvon  | William Beardmore and Company               | 1º ottobre 1902   | 17 ottobre 1903   | 29 maggio 1905      | venduto per la demolizione l'8 novembre 1921.                                                       |
| Hampshire  | Armstrong Whitworth                         | 1º settembre 1902 | 24 settembre 1903 | 15 luglio 1905      | affondato il 5 giugno 1915 per l'urto con una mina al largo di Mainland.                            |
| Roxburgh   | London and Glasgow Shipbuilding Company     | 13 giugno 1902    | 9 gennaio 1904    | 5 settembre 1905    | venduto per la demolizione l'8 novembre 1921.                                                       |